# 대륜중학교
대륜중학교(大倫中學校)는 대한민국 대구광역시 수성구 만촌동에 있는 사립 중학교이다.

## 학교 연혁
- 1921년 9월 15일 : 홍주일, 김영서, 정운기가 우현서루 건물을 가교사로 교남학원을 설립하였다. 정운기 초대 설립자 겸 교장이 되었다.
- 1924년 5월 21일 : 교명을 대구 교남학교로 변경하고, 교사를 대구광역시 중구 남산동 657번지로 이전하였다.
- 1940년 10월 30일 : 교명을 대륜학교로 변경하였다.
- 1942년 4월 9일 : 대륜중학교 인가받았다. 대봉교육재단 인가받았다.
- 1942년 5월 20일 : 교사를 대구광역시 수성구 수성동1가 624번지로 이전하였다.
- 1948년 12월 10일 : 본관 낙성식 거행하였다.
- 1949년 3월 23일 : 재단 명칭을 대륜교육재단으로 변경 인가받았다.
- 1950년 7월 14일 : 6.25로 교사, 교지를 미군에 대여하고, 대구광역시 중구 대봉동 305번지 가교사로 이전하였다.
- 1954년 10월 4일 : 본 교사로 복귀하였다.
- 1958년 3월 20일 : 제2교사 준공하였다.
- 1963년 5월 1일 : 석강 김덕룡 본교를 인수하였다.
- 1976년 11월 1일 : 축구부 창단하였다.
- 1979년 3월 1일 : 중.고 분리하였다.
- 1988년 12월 16일 : 교사를 대구광역시 수성구 만촌3동 산 241번지로 신축 이전하였다.
- 2012년 3월 15일 : 제10대 재단이사장 김의용 취임하였다.
- 2017년 9월 1일 : 제20대 교장 김정동 취임하였다.
- 2022년 2월 10일 : 제98회 졸업식 거행하였다.
- 2022년 3월 2일 : 2022학년도 입학식 거행하였다.

## 참고 자료
- 대륜중학교 - 한국교육학술정보원 학교알리미